# Adem Çopani
Adem Sulejman Çopani (ur. 15 lipca 1944 w Tiranie, zm. maj 2018 w Dallas) – albański generał, w 1997 szef sztabu generalnego Sił Zbrojnych Republiki Albanii.

## Życiorys
W 1962 ukończył studia w szkole wojskowej w Tiranie, a następnie kształcił się w szkole działającej przy ministerstwie spraw wewnętrznych. W 1970 ukończył Akademię Wojskową w Tiranie. Po studiach pracował w strukturach wywiadu wojskowego. W latach 1975-1976 był doradcą ministra obrony d.s. wywiadu. W latach 1974-1980 pełnił funkcję szefa sztabu Korpusu Obrony Wybrzeża. W latach 1982-1991 był szefem katedry w Akademii Wojskowej Skenderbej w Tiranie. W 1986 obronił pracę doktorską, a w 1995 uzyskał tytuł profesora nauk wojskowych.
W 1991 objął funkcję doradcy Prezydenta Albanii Ramiza Alii d.s. wojskowych. W czasie rewolucji piramidowej od 2 marca do sierpnia 1997 pełnił funkcję szefa sztabu generalnego Sił Zbrojnych Republiki Albanii. W tym czasie armia uległa rozprzężeniu, a większość baz wojskowych znalazła się w rękach rebeliantów. Podporządkowanie oddziałów wojskowych Bashkimowi Gazidede, wywodzącemu się ze służb cywilnych pogłębiło rozpad armii albańskiej. W 1997 Çopani wyjechał do Stanów Zjednoczonych, gdzie zmarł w maju 2018.
W 2019 został odznaczony Orderem Niepodległości.